# Fletcher Christian
Fletcher Christian (25 de Setembro, 1764 - 3 de Outubro, 1793) foi um marinheiro inglês que liderou o motim no Bounty em 1789, durante o qual assumiu o comando do navio da Marinha Real HMS Bounty do Tenente William Bligh.

## Carreira
Em 1787, Christian foi nomeado imediato do Bounty, encarregado de transportar plantas de fruta-pão do Taiti para as Índias Ocidentais. Bligh posteriormente o nomeou tenente interino durante a viagem. Após uma escala de cinco meses no Taiti, as relações entre Bligh e sua tripulação deterioraram-se e em abril de 1789, Christian liderou um motim e forçou Bligh a deixar o navio. Alguns dos amotinados foram deixados no Taiti enquanto Christian, outros oito amotinados, seis homens taitianos e onze mulheres taitianas se estabeleceram na isolada Ilha Pitcairn, onde despojaram e queimaram o navio.
Christian morreu alguns anos depois, possivelmente morto em um conflito com os taitianos. Não se ouviu falar de seu grupo novamente até 1808 e o único amotinado sobrevivente, John Adams, deu relatos conflitantes sobre a morte de Christian.

## Mídia

### Aparições na literatura
As principais aparições literárias de Christian estão nos tratamentos da história de Bounty, incluindo Mutiny on the Bounty (1932), Pitcairn's Island (1934) e After the Bounty (uma versão editada do diário de James Morrison, 2009). Ele também aparece em The Lonely Island, de R. M. Ballantyne; ou, The Refuge of the Mutineers (1880) e em The Long Voyage (1853), de Charles Dickens.
Na trilogia Night's Dawn de Peter F. Hamilton, o fantasma de Fletcher Christian aparece, possuindo um corpo humano, e ajuda duas garotas não possuídas a escapar. O romance de 1996 de William Kinsolving, Mister Christian, e o thriller de Val McDermid de 2006, The Grave Tattoo, são ambos baseados no suposto retorno de Christian ao Lake District e no fato de que ele estava na escola com William Wordsworth. O romance Mutiny's Curse, de Dan L. Thrapp, de 2002, é baseado em uma premissa semelhante. Em 1959, Louis MacNeice produziu uma peça para a rádio BBC chamada I Call Me Adam, escrita por Laurie Lee., sobre a vida dos amotinados em Pitcairn.

### Filmes

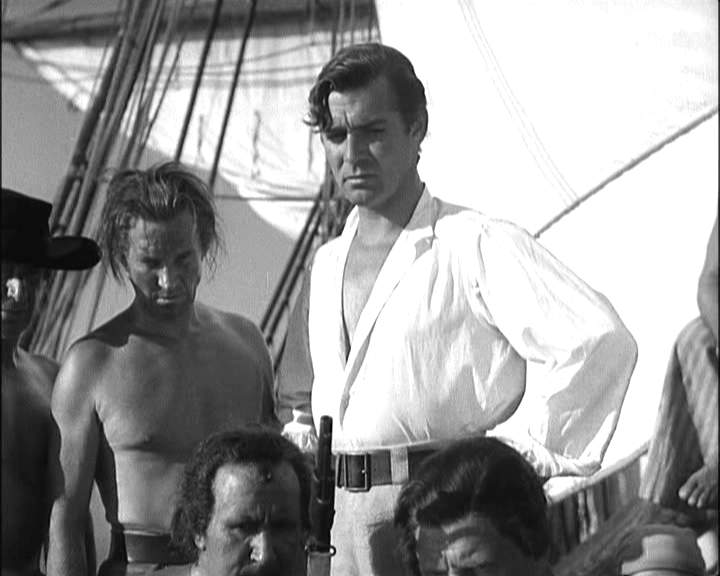
Clark Gable como Fletcher Christian

Christian foi retratado em filmes por:
- Wilton Powers em The Mutiny of the Bounty (1916)
- Errol Flynn em In the Wake of the Bounty (1933)
- Clark Gable em Mutiny on the Bounty (1935)
- Marlon Brando em Mutiny on the Bounty (1962)
- Mel Gibson em The Bounty (1984)

Os filmes de 1935 e 1962 são baseados no romance Mutiny on the Bounty, de 1932, no qual Christian é um personagem importante e geralmente retratado de forma positiva. Os autores desse romance, Charles Nordhoff e James Norman Hall, também escreveram duas sequências, uma das quais, Ilha Pitcairn, é a história dos trágicos acontecimentos após o motim que aparentemente resultou na morte de Christian junto com outras mortes violentas na Ilha Pitcairn. (A outra sequência, Men Against the Sea, é a história da viagem de Bligh após o motim). Esta série de romances usa versões ficcionais de tripulantes menores como narradores das histórias.
The Bounty, lançado em 1984, é menos simpático a Christian do que os tratamentos anteriores.